# Samhällsvägledare
Samhällsvägledare kallas ofta personalen på ett medborgarkontor. Kännetecknande för en samhällsvägledare är god allmänbildning, goda IT-kunskaper och en grundläggande kunskap i hur samhället och dess institutioner fungerar. Samhällsvägledarens uppgift är att kunna "lite om allt". När det gäller experthjälp ska samhällsvägledaren kunna hänvisa till rätt person eller myndighet.
Samhällsvägledaren ser sin vardag ur ett medborgarperspektiv.